# Vidago Palace
Vidago Palace foi uma série de televisão luso-galega exibida em 2017 pela RTP1 e pela TVG e produzida pela Hop! e pela Portocabo.

## Sinopse
A série gira em torno de Carlota, filha dos Condes do Vimieiro, nobres mas falidos, que todos os anos passam férias no Palace Vidago Hotel. Carlota está noiva de César Augusto, filho de uns riquíssimos, mas sem berço, emigrantes portugueses no Brasil. O casamento está marcado para o dia 15 de agosto. O problema é que Carlota não ama César Augusto, mas sim Pedro, filho do rececionista do Vidago Palace, que entretanto, por razões desconhecidas de todos exceto da mãe de Carlota, abandonou Portugal e se encontra a lutar na Guerra Civil de Espanha ao lado da Frente Popular. Só que o destino faz com que Carlota volte a encontrar Pedro neste agosto de 1936, em situações dramáticas, e finalmente descubra toda a verdade.

## Elenco
| Ator/Atriz              | Personagem          |
| ----------------------- | ------------------- |
| Mikaela Lupu            | Carlota de Vimieiro |
| David Seijo             | Pedro Souto         |
| Pedro Barroso           | César da Silva      |
| Anabela Teixeira        | Lívia de Vimieiro   |
| Margarida Marinho       | Benvinda da Silva   |
| Almeno Gonçalves        | Conde de Caria      |
| João Didelet            | Bonifácio da Silva  |
| Marcantonio Del Carlo   | Martim de Vimieiro  |
| Beatriz Barosa          | São da Silva        |
| Maria Henrique          | Gertrudes           |
| Custódia Gallego        | Cremilde            |
| Sérgio Praia            | Lopes               |
| Pedro Mendonça          | Samuel Cohen        |
| Jacob Jan de Graaf      | Taylor              |
| David Amor              | Pepe                |
| David Novas             | Xoan                |
| Sheyla Fariña           | Dolores Câncio      |
| Antonio Mourelos        | Alberto             |
| Cristina Homem de Mello | Julia               |
| Xosé A. Touriñán        | Padre Raimundo      |
| Susana Mendes           | Natasha             |
| Eva Fernández           | Xenoveva            |
| Pedro Roquette Almeida  | David Taylor        |
| Ricardo Leite           | Cerdeira            |
| Bruno Schiappa          | Florian Klotz       |
| Mariana Magalhães       | Rosa                |

## Episódios
| # | Título          | Exibição em Portugal | Audiência    | Audiência | Audiência |
| # | Título          | Exibição em Portugal | Espectadores | Share     | Rating    |
| --- | --------------- | -------------------- | ------------ | --------- | --------- |
| 1 | "Episódio n.º1" | 30 de março de 2017  | 579 500      | 11,8%     | 6,1%      |
| A história central é uma bela história de amor. É a história de Carlota, filha dos Condes do Vimieiro, falidos, que todos os anos passam férias no Vidago Palace. No ano anterior, Carlota foi prometida em casamento a César, filho de uns riquíssimos emigrantes portugueses no Brasil que também estavam a passar férias no Vidago Palace. O casamento está marcado para o último dia de férias desse mesmo ano. O problema é que Carlota não ama César, mas sim Pedro, filho do rececionista do Vidago Palace, que conheceu também nas mesmas férias do ano anterior e que entretanto, por razões desconhecidas de todos exceto da mãe de Carlota, abandonou Portugal e se encontra a lutar na Guerra Civil de Espanha ao lado da Frente Popular.Só que o destino faz com que Carlota volte a encontrar Pedro neste Agosto de 1936, em situações dramáticas, e finalmente descubra a verdade. |                 |                      |              |           |           |
| 2 | "Episódio n.º2" | 8 de abril de 2017   | 494 000      | 11%       | 5,2%      |
| 2 de agosto de 1936. Perante uma elegante plateia, o campo de golfe do Vidago Palace é inaugurado pelo Presidente da República, Marechal Óscar Carmona.Pedro continua inanimado no local onde foi atingido na noite anterior pela Guarda Civil Espanhola. Os seus companheiros de fuga, Pepe, Dolores e Xoán, estão convencidos de que morreu. Antes de regressarem a Espanha decidem ir a Vidago informar a família de Pedro do sucedido.Carlota, que ignora todos estes acontecimentos recentes, acaba por se confessar à sua melhor amiga, São. Conta-lhe tudo: que ela e Pedro estão apaixonados, mas que ele partiu para a guerra de Espanha sem se despedir.Alberto recebe a visita de Pepe, Dolores e Xoán. Contam-lhe que Pedro morreu. Mas sem se aperceberem, eles são observados através de uma janela pelo Inspetor Lopes. Nessa mesma noite, durante o baile de gala, César Augusto tenta convencer Carlota a antecipar a noite de núpcias, mas é interrompido por Rosinha, a irmã mais nova de Pedro, que surge chorosa e revela a Carlota que Pedro morreu. Carlota fica em estado de choque. Sem conseguir pensar, corre sem destino... |                 |                      |              |           |           |
| 3 | "Episódio n.º3" | 13 de abril de 2017  | 418 500      | 9,9%      | 4,4%      |
| Carlota descobre que Pedro não morreu. Está prostrado na cabana, ferido e delirante, semi-inconsciente. Apenas consegue dizer a custo, "ajuda-me, Dolores".Carlota, de imediato, leva Pedro com muito esforço até à casa dos seus pais, que ficam estupefactos ao descobrirem que Pedro está vivo. Enquanto os pais o ajudam a deitar-se na cama, Carlota volta ao Vidago Palace e pede ajuda a um médico, seu conhecido. Leva-o a casa de Pedro. Carlota permanece ao lado da família até que o médico os tranquiliza: Pedro vai recuperar, mas necessita de muito repouso e cuidados.Antes que Carlota regresse ao Hotel, tocam à porta: são Xóan e Dolores, que conseguiram escapar dos guardas da fronteira. Carlota fica intrigada ao ouvir o nome Dolores. Percebe que é ela por quem Pedro chamava, no seu delírio.Alberto conta aos dois fugitivos que Pedro está vivo. Ficam felizes, mas a notícia que eles trazem é diversa: suspeitam que Pepe foi feito prisioneiro.A verdade é que Pepe efetivamente foi feito prisioneiro e está perante o frio e implacável Comissário Lopes. Sob tortura, o rapaz acaba por confessar que Dolores Câncio, a conhecida republicana, fazia parte do grupo que tentou fugir de Espanha para Portugal, grupo esse que o Comissário viu a falar com Alberto no Vidago Palace.O Comissário Lopes centra então a sua atenção sobre Alberto e interroga-o. Alberto mantém a serenidade aparente. Fica aterrado com a ideia do Comissário vir a saber de Pedro e pede a Carlota que guarde segredo.Carlota acede. Ainda deseja o melhor para Pedro, mas agora está convencida que Pedro a trocou por Dolores. Sofre em silêncio e apenas partilha com São que não quer ouvir mais falar de Pedro.Entretanto, Pedro vai recuperando fisicamente, mas o seu coração continua dorido pelo que acredita que foi uma traição de Carlota. Estavam enamorados e decididos a fugir juntos, mas de súbito, ela voltou a Lisboa sem qualquer aviso, deixando-lhe, como despedida, apenas uma carta em que terminava a relação.É a mãe de Pedro, Júlia, que lhe conta que se ele está vivo é graças a Carlota. Pedro fica em sobressalto. Se ela não o quer, porque se preocupou tanto com ele? Pedro toma uma decisão... |                 |                      |              |           |           |
| 4 | "Episódio n.º4" | 20 de abril de 2017  | 475 000      | 10,1%     | 5%        |
| Pedro, com a farda de empregado do Vidago Palace, entra de noite no quarto de Carlota. Os dois têm muitas explicações a pedir um ao outro. Mas a chegada de Lívia impede-os de falar. Combinam encontrar-se na cabana, no dia seguinte.Ao sair, Pedro cruza-se com as Manas Perliquitetes, que o reconhecem e ficam escandalizadas, pois sabiam da relação dos dois. Ficam em pulgas para contar o sucedido à Condessa.No dia seguinte, Carlota e Pedro encontram-se na cabana. Os dois estão magoados um com o outro. Carlota, porque quando teve de voltar a Lisboa, escreveu uma carta apaixonada a Pedro, da qual não teve resposta e quando regressou a Vidago soube apenas que Pedro tinha ido combater para Espanha.Pedro, porque quando leu a carta, Carlota lhe dizia que tudo tinha sido um erro e punha fim ao seu romance.Ao falarem um com o outro sobre a carta, apercebem-se de que a carta que Carlota escreveu e a carta que Pedro recebeu não são a mesma. O que terá acontecido, pois? Carlota finalmente percebe tudo. Foi a sua mãe que trocou as cartas.As Manas Perliquitetes encontram Lívia e preparam-se para lhe contar que viram Pedro na noite anterior, quando surge Carlota que, decidida, enfrenta a mãe mostrando-lhe a carta falsa. Lívia e Carlota discutem. Carlota diz à mãe que não se vai casar com César Augusto. Lívia tenta como pode, ocultar a situação.Mas Carlota está decidida. Nessa noite vai ter com Pedro à festa popular de Vidago. Sente-se livre. O problema é que César Augusto também lá está e vê Carlota e Pedro a beijarem-se. César Augusto perde a cabeça... |                 |                      |              |           |           |
| 5 | "Episódio n.º5" | 27 de abril de 2017  | 418 000      | 9%        | 4,4       |
| Os Condes de Vimieiro acabam de descobrir que Carlota não dormiu no hotel. Carlota e Pedro, na cabana, amanhecem nos braços um do outro. Durante um instante convencem-se de que nada nem ninguém os poderá separar de novo. Mas o destino tem para eles outra prova de fogo preparada.Pedro tem de voltar a Espanha para ajudar Dolores. Ele assegura a Carlota que volta no dia seguinte, e que começarão então um nova vida juntos. Carlota tem um mau pressentimento sobre esta viagem, mas nada pode fazer para o reter. Ademais, tem de informar os pais dos seus novos planos.Entretanto, a sua relação com Pedro já é do domínio público. César Augusto acaba de contar à família a traição da sua prometida. Benvinda de Fátima quer explicações. Encontra Lívia e pergunta-lhe por Carlota. Ninguém sabe dela.As duas famílias procuram Carlota. Até que ela entra no hotel e assume o seu romance com Pedro, para estupefação geral.Já na suite, César Augusto diz aos pais que o casamento nestas circunstâncias é impossível. Mas o desejo de Benvinda de entrar na alta sociedade é tão grande que está disposta a esquecer o deslize de Carlota. E Bonifácio insiste: ou César casa com Carlota ou é deserdado. Algo especialmente grave tendo em conta que César Augusto não para de acumular dívidas de jogo.Nessa noite, Pedro, Dolores e Xóan participam numa ação que corre mal e Pedro e Dolores acabam por ser presos pelo Inspetor Lopes.No dia seguinte, Carlota faz as malas e vai ter com Pedro à cabana, como combinado. Mas quem aparece é Xóan, que lhe conta a verdade. Sem saber bem o que fazer, Carlota, derrotada, volta ao hotel.Por acaso, As Manas Perliquitetes ouvem o Inspetor Lopes a comentar que Pedro foi preso e poderá ser condenado à morte. Avisam de imediato a Condessa.Lívia fica eufórica. Acaba de descobrir a maneira de fazer com que Carlota case com César Augusto, como planeado. Explica o seu plano a Benvinda de Fátima, que também fica eufórica. As duas vão falar com o Inspetor Lopes.Depois, Lívia conversa com Carlota. Diz-lhe que Carlota pode salvar Pedro da morte. Como? Casando com César Augusto. Carlota acede.Pedro e Dolores estão na prisão. Acreditam que chegou o seu fim. Dolores abre o seu coração a Pedro. Sem que nada o fizesse prever, beija Pedro apaixonadamente... |                 |                      |              |           |           |
| 6 | "Episódio n.º6" | 4 de maio de 2017    | 522 500      | 11,4%     | 5,5%      |
| Pedro nem acredita que Dolores o beijou. Afasta-a delicadamente mas deixa bem claro que o seu coração pertence a Carlota. São interrompidos pelo Inspetor Lopes que os informa de algo que os surpreende: Pedro tem amigos que o vão conseguir pôr em liberdade. Pedro, instintivamente, diz que não vai a lado nenhum sem Dolores. Lopes, divertido, concede-lhe o desejo.Na verdade, os planos do Inspetor são outros. Depois de ter aceitado receber muito dinheiro de Benvinda de Fátima para libertar Pedro, o Inspetor Lopes encarrega o seu subalterno Sargento Fernandes, de disparar sobre Pedro e Dolores assim que estes sejam libertados, para não deixar provas da sua corrupção.Na véspera do dia do casamento, Lopes e César Augusto conversam. César, transtornado, diz que se apanhar essa tal Pedro, o mata com as suas próprias mãos. Lopes acaba por lhe revelar que isso já vai acontecer no dia seguinte, pois há já quem tenha decidido fazer isso por ele. César fica pensativo.Chega finalmente o dia do casamento. Na Igreja repleta de convidados, Carlota e César Augusto estão perante as suas famílias e o padre que vai casar. Dará Carlota o "sim" a César Augusto, para salvar Pedro? |                 |                      |              |           |           |